# Peter Henriksen
Peter Henriksen (* 20. August 1972 in Kopenhagen) ist ein ehemaliger  dänischer Handballspieler.
Der 1,84 m große und 88 kg schwere Handballtorwart begann seine Laufbahn beim dänischen Verein Helsingør IF. Über Ajax Kopenhagen kam er 1998 zum deutschen Bundesligisten VfL Gummersbach. Nach nur einer Saison kehrte er nach Dänemark zu Virum-Sorgenfri HK, mit dem er im EHF-Pokal 2000/01 spielte, zurück. Von 2001 bis 2010 lief er für GOG Svendborg TGI auf, mit dem er 2004 und 2007 dänischer Meister sowie 2003, 2004 und 2006 Pokalsieger wurde. In der Saison 2004/05 wurde er als bester Torwart der Håndboldligaen ins All-Star-Team gewählt. International war er in jedem Jahr vertreten und erreichte im EHF-Pokal 2005/06 das Viertelfinale. Nach der Insolvenz Gudmes 2010 unterschrieb er bei Fredericia KFUM, wo er im Sommer 2011 seine Karriere beendete. Im März 2012 reaktivierte ihn AG Kopenhagen, mit dem er erneut Meister und Pokalsieger wurde. In der EHF Champions League 2011/12 erreichte er das Final Four.
In der Dänischen Nationalmannschaft debütierte Peter Henriken am 2. Januar 1997 gegen Schweden und bestritt bis 2008 71 Länderspiele. Er nahm an der Weltmeisterschaft 2007 in Deutschland teil und gewann Bronze. Bei der Europameisterschaft 2008 in Norwegen wurde er Europameister. Bei den Olympischen Spielen 2008 in Peking belegte er den siebten Platz.